# Pangaeus tuberculipes
Pangaeus tuberculipes är en insektsart som beskrevs av Richard C. Froeschner 1960. Pangaeus tuberculipes ingår i släktet Pangaeus och familjen taggbeningar. Inga underarter finns listade i Catalogue of Life.